# Jintara Poonlarp
Jintara Poonlarp, en thai: จินตหรา พูนลาภ, (Roi Et, 6 de març de 1969 -) és una cantant i actriu tailandesa.

## Vida personal
Poonlarp nasqué a la Província de Roi Et, de Uthai i Jan Janlueang. Es casà amb Kobkitti Kaweesuntornkul.
Va gravar el seu primer àlbum Kid Tueng Phee Yao (tailandès คิดถึงพี่ยาว), però no va arribar a popularitzar-se. Es va unir a GMM Grammy, dirigida per Soraphet Pinyo i va gravar un segon àlbum Took Luak Auk Roang Riean .
El primer senzill, «Wan Phuean Kiean Jod Mai», «Koey Rak Tang Daen», «Phoo Nee Cham», «Nad Roe Boe Phor Ai», «Tangmo Jintara», «Tao Ngoy».

## Discografia

### Àlbum d'estudi
- Took lauk auk rong rian (ถูกหลอกออกโรงเรียน)
- Wan puean kian jot mai (วานเพื่อนเขียนจดหมาย)
- Rai oi khoi rak (ไร่อ้อยคอยรัก)
- Songsan huajai (สงสารหัวใจ)
- Uaipon hai puean (อวยพรให้เพื่อน)
- Phoo Nee Cham (ผู้หนีช้ำ)
- Mor Lam Sa On+Luk Thung Sa on 1st-14th (หมอลำสะออน+ลูกทุ่งสะออน ชุด 1-14)
- Jintara Krob Krueang 1st-9th (จินตหราครบเครื่อง ชุด 1-9)

### Singleton
- Tao Ngoy (เต่างอย)[4]
- Phak Dee Tee Jeb (ภักดีที่เจ็บ)[5]